# Acacia longiphyllodinea
Acacia longiphyllodinea är en ärtväxtart som beskrevs av Joseph Henry Maiden. Acacia longiphyllodinea ingår i släktet akacior, och familjen ärtväxter. Inga underarter finns listade i Catalogue of Life.